# Petaluma gap
El Petaluma Gap es una región geográfica ubicada en el condado de Sonoma en California y se extiende en una banda que va del océano Pacífico a la bahía de San Pablo. El extremo oeste del Petaluma Gap está localizado en las tierras costeras bajas ubicadas entre la bahía de Bodega y la bahía de Tomales. el extremo este está localizado en la Bahía de San Pablo alrededor del Río Petaluma. La Ciudad de Petaluma se encuentra en el centro del Gap.
El Petaluma Gap afecta el clima de la bahía de San Francisco al permitir que aire marino fresco llegó del mar a la parte interior de la bahía. 
El aire fresco del mar reduce el impacto del calor en los viñedos ubicados dentro del Petaluma Gap haciendo que las uvas que se cultivan en esta región crezcan en condiciones ideales de humedad y temperatura. El Petaluma Gap forma parte del Sonoma Coast AVA.
Los productores de uva del Petaluma Gap crearon la asociación Petaluma Gap Winegrowers Association para promocionar sus uvas y diferenciarse del resto de los productores de la región de Sonoma.